# Valdeltormo
Valdeltormo (la Vall del Tormo en catalán) es un municipio español de la provincia de Teruel perteneciente a la comarca de Matarraña, comunidad autónoma de Aragón. Tiene un área de 16 km² con una población de 305 habitantes (INE, 2024) y una densidad de 18,63 hab/km². En el pueblo se habla una variante del catalán, como en otros pueblos de la llamada Franja de Aragón. 

## Geografía

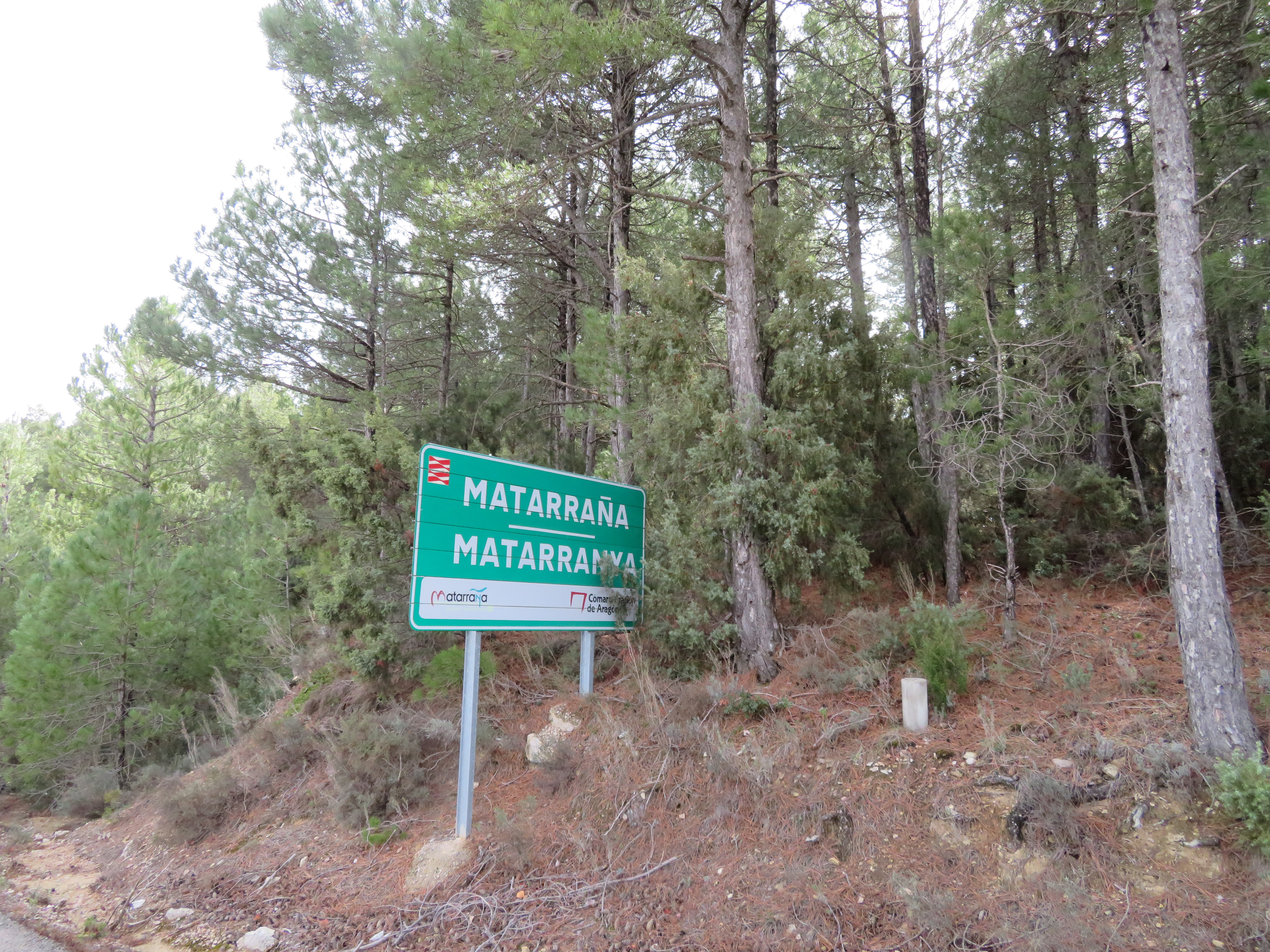
Entrada a la Matarraña, Teruel

Integrado en la comarca de Matarraña, se sitúa a 168 kilómetros de la capital provincial, Teruel. El término municipal está atravesado por la carretera nacional N-420, entre los pK 763 y 766. 
El relieve está definido por un terreno ligeramente ondulado, formado por pequeños cerros y algunos barrancos. En la partición con La Fresneda se escalona de manera decreciente hasta el río Matarraña, que hace de límite municipal por el este. La altitud oscila entre los 607 metros al sur y los 380 metros a orillas del río Matarraña. El casco urbano se eleva hasta los 436 metros sobre el nivel del mar. 
El término municipal de Valdetormo limita con los términos de Mazaleón, Valjunquera, Cretas, Torre del Compte y La Fresneda.
| Noroeste: Mazaleón    | Norte: Mazaleón  | Noreste: Mazaleón               |
| Oeste: Valjunquera    |                  | Este: Cretas y Torre del Compte |
| Suroeste: Valjunquera | Sur: La Fresneda | Sureste: Torre del Compte       |

### Clima
La temporada calurosa dura 2,8 meses, del 14 de junio al 9 de septiembre, y la temperatura máxima promedio diaria es más de 27 °C. El mes más cálido del año en Valdeltormo es julio, con una temperatura máxima promedio de 31 °C y mínima de 16 °C. La temporada fría dura 4,0 meses, del 13 de noviembre al 11 de marzo, y la temperatura máxima promedio diaria es menos de 16 °C. El mes más frío del año en Valdeltormo es enero, con una temperatura mínima promedio de 0 °C y máxima de 12 °C. Las precipitaciones anuales rondan los 300 mm de media.

## Historia

### Primeros pobladores
Los restos de los primeros pobladores en el término municipal se han encontrado en el Tossal de Santa Bárbara y, probablemente, pertenecen a un asentamiento entre el Bronce final y la primera Edad del Hierro entre los siglos IX y VIl a. C. La abundante cerámica hecha a mano perteneciente a grandes recipientes y la estructura del asentamiento en una de las máximas alturas del municipio así lo confirman.
Más tarde la cultura ibérica también fue importante en los yacimientos de Les Torrasses, el Cerrau, Los Trullets y la Torre Cremada. En estos tres últimos yacimientos, excavados recientemente al lado del río Matarraña, se han recogido materiales arqueológicos de gran interés para su interpretación.
La defensiva Torre Cremada, atalaya sobre el río Matarraña, totalmente consolidada después de las excavaciones, ya se conocía a principios del siglo XIX, gracias a los trabajos arqueológicos de Evaristo Cólera, tiene una cronología de ocupación más amplia y encontramos restos hasta la época romana y medieval.
La torre de los Trullets no tenía el mismo uso y parece que se utilizaba como habitáculo, según se puede deducir de las interpretaciones de los arqueólogos de la Universidad de Toulouse y del Taller de Arqueología de Alcañiz.

### Edad Media
En la Edad Media el rey Alfonso II recuperó la villa definitivamente para la Corona de Aragón en 1168, como gran parte de las poblaciones del Matarraña.
Eclesiásticamente, en aquella época, formaba parte de la parroquia de Valjunquera que era más importante, hasta que en 1407 el papa Benedicto XIII la separó de la villa vecina porque entendía que tenía suficiente población (40 habitantes) y servicios religiosos (iglesia, baptisterio y cementerio) para formar una parroquia independiente.
Al iniciarse la Edad Moderna, en 1495, tenía 36 hogares (36 casas), la población era un barrio de Alcañiz y pertenecía a la Orden Militar de Calatrava. En este censo, al final de la Edad Media, aparecen apellidos que todavía llevan los vecinos: Timoneda, Celma, Foz, Aguilar, Puyo o Albesa.

### Historia moderna

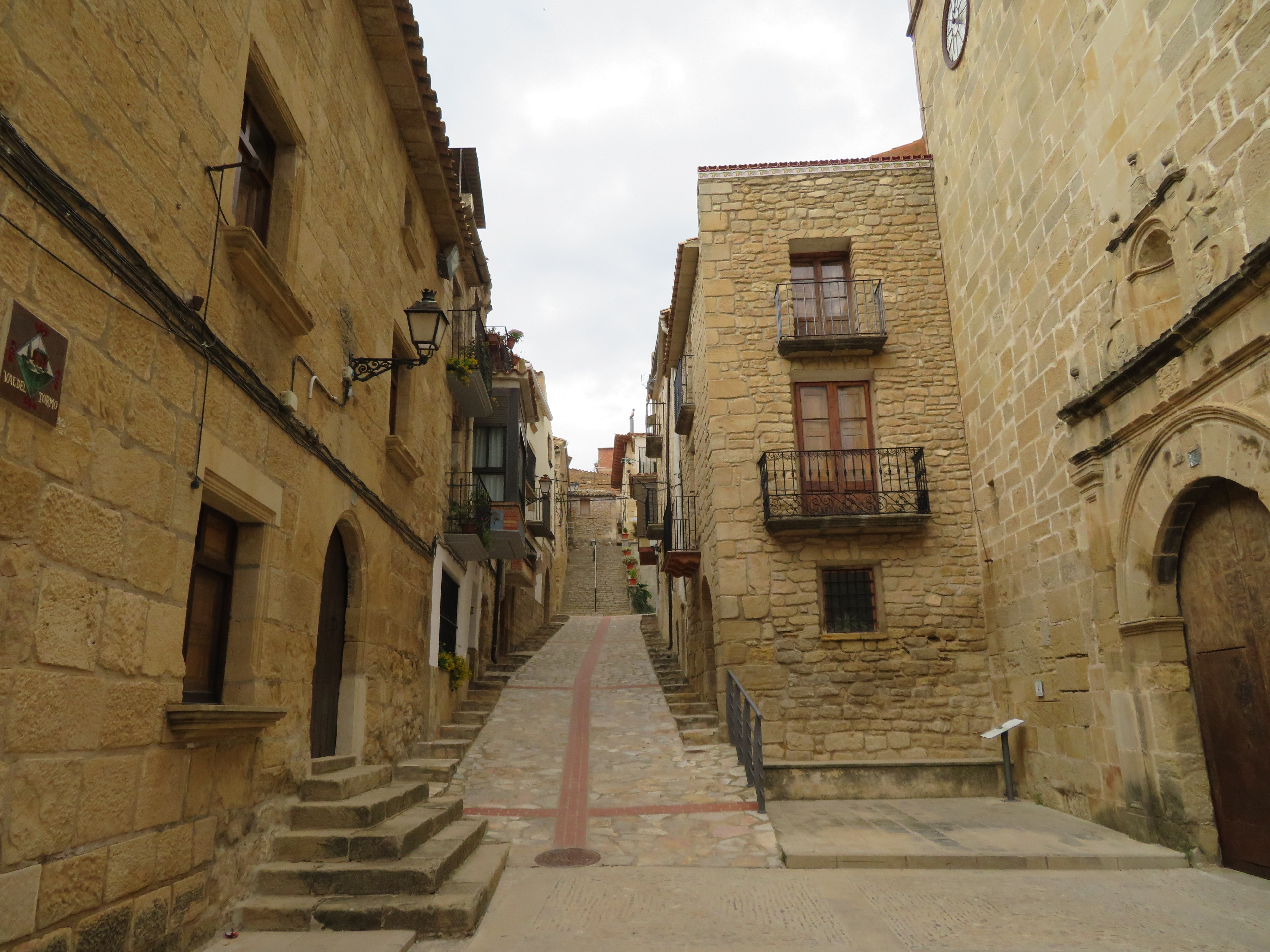
Calle de Valdeltormo

En 1575 el núcleo de la organización local se situaba alrededor de la Cofradía de Nuestra Señora de la Asunción que era quien gobernaba la población, nombrando los cargos más importantes entre sus asociados, que eran todos los vecinos, en asambleas generales anuales que se reunían en una comida de hermandad en la lonja, debajo del ayuntamiento que era la sede de su cofradía.
En 1580 había en Valdeltormo un molino de aceite de propiedad comunal, que era arrendado por el prior y los mayorales de la cofradía al mejor postor. En 1584 la hermandad poseía una casa de propiedad en la villa. En 1766 la encomienda de Calatrava percibía de Valdeltormo la décima parte de la cosecha de todo tipo de grano, el 15% de la vendimia, la décima del ganado cabrío y ovino y el mismo porcentaje del cáñamo y olivas. De los cerdos se quedaba un lechal de la primera camada de cada año.
Felipe IV firmó el 1629 un decreto que concedía la independencia política a la población, y por el cual el municipio se separó definitivamente del de Alcañiz.
Durante la guerra de secesión de Cataluña los ejércitos enfrentados, en 1643, saquearon e incendiaron la población y algunos habitantes fueron brutalmente degollados.
A finales de este XVII se construye la actual iglesia que sustituyó a otra más pequeña, a consecuencia del aumento de la población. Posteriormente, al iniciarse la guerra de Sucesión a la Corona Española, a principio del siglo XVIII, el municipio se encontró nuevamente delante de dos ejércitos antagónicos y sus habitantes padecieron las consecuencias del nuevo enfrentamiento, ahora entre borbónicos y austríacos: saqueos, destrucciones, robos, muertes...
En 1713 la población descendió a tan solo 58 vecinos. Pero es a finales de siglo, después de un largo período de paz y de crecimiento económico, según el censo de Floridablanca de 1787, donde se inicia la recuperación del municipio y la población pasa a tener 473 vecinos: 1 capellán, 1 beneficiario, 1 sacristán, 2 estudiantes, 69 labradores, 34 jornaleros, 11 artesanos y 12 criados.
EI 1805 unas abundantes lluvias dejaron estancadas las aguas en las vales que rodean la población y la putrefacción de las mismas produjo una gran epidemia, por lo que murió gran parte de su vecindario. El problema se solucionó cuando consiguieron drenar las aguas hacia el río. No recuperados de la tragedia, tres años más tarde estalló la guerra de la Independencia, la inestabilidad política y los fuertes impuestos de guerra afectaron otra vez a la población. Durante estos años destacó la fuerte personalidad del mosén de la parroquia en 1807-1837, Evaristo Cólera, precursor de la arqueología, intelectual ilustrado afrancesado que recorrió diversas veces la comarca.
Pero la paz duró poco en este siglo porque las guerras carlistas llevaron otra vez la muerte y la desolación, sobre todo durante la década de los 1830. Manuel Robres, vecino de la población, fue asesinado el 1834 y otros seis vecinos, en el término de Ráfales, un año después.

### Historia Contemporánea

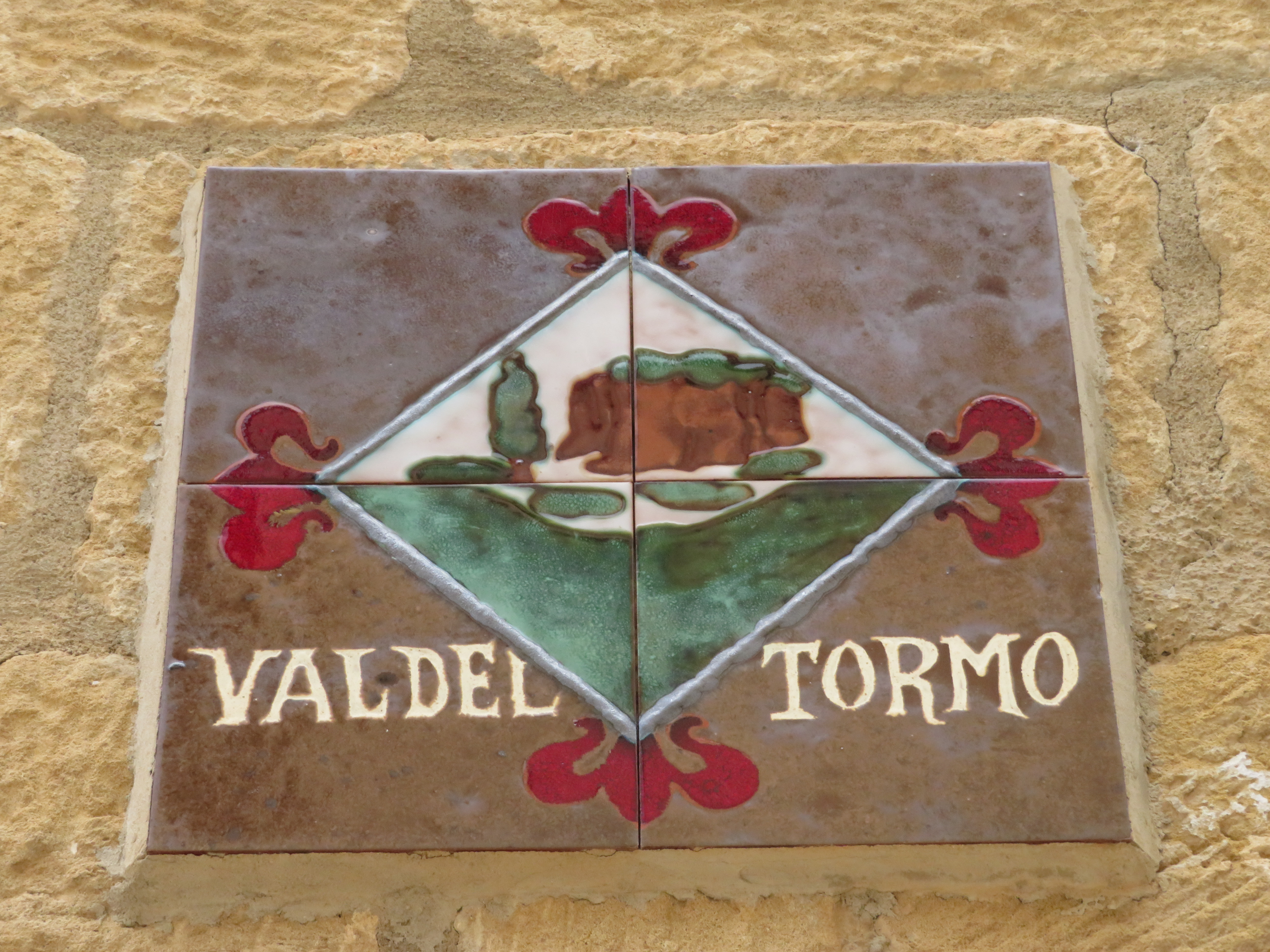
Grafía y emblema del municipio de Valdeltormo

La guerra civil dejó la población dentro de la zona republicana, donde se llevaron a cabo experiencias de colectivización de las tierras, hasta los primeros días de 1938 cuando entraron las tropas del general Franco, después de una intensa lucha de los dos ejércitos entre las Ventas de Valdealgorfa y el Mas del Labrador.
Las muertes, a consecuencia de la lucha, fueron numerosas en los dos bandos y también el exilio hacia Francia de los perdedores de la contienda. Uno de los capítulos más doloroso de este período en Valdeltormo fue el fusilamiento de todos los miembros del Ayuntamiento (alcalde, concejales, secretario, juez de paz y alguacil) entre septiembre y octubre de 1936.

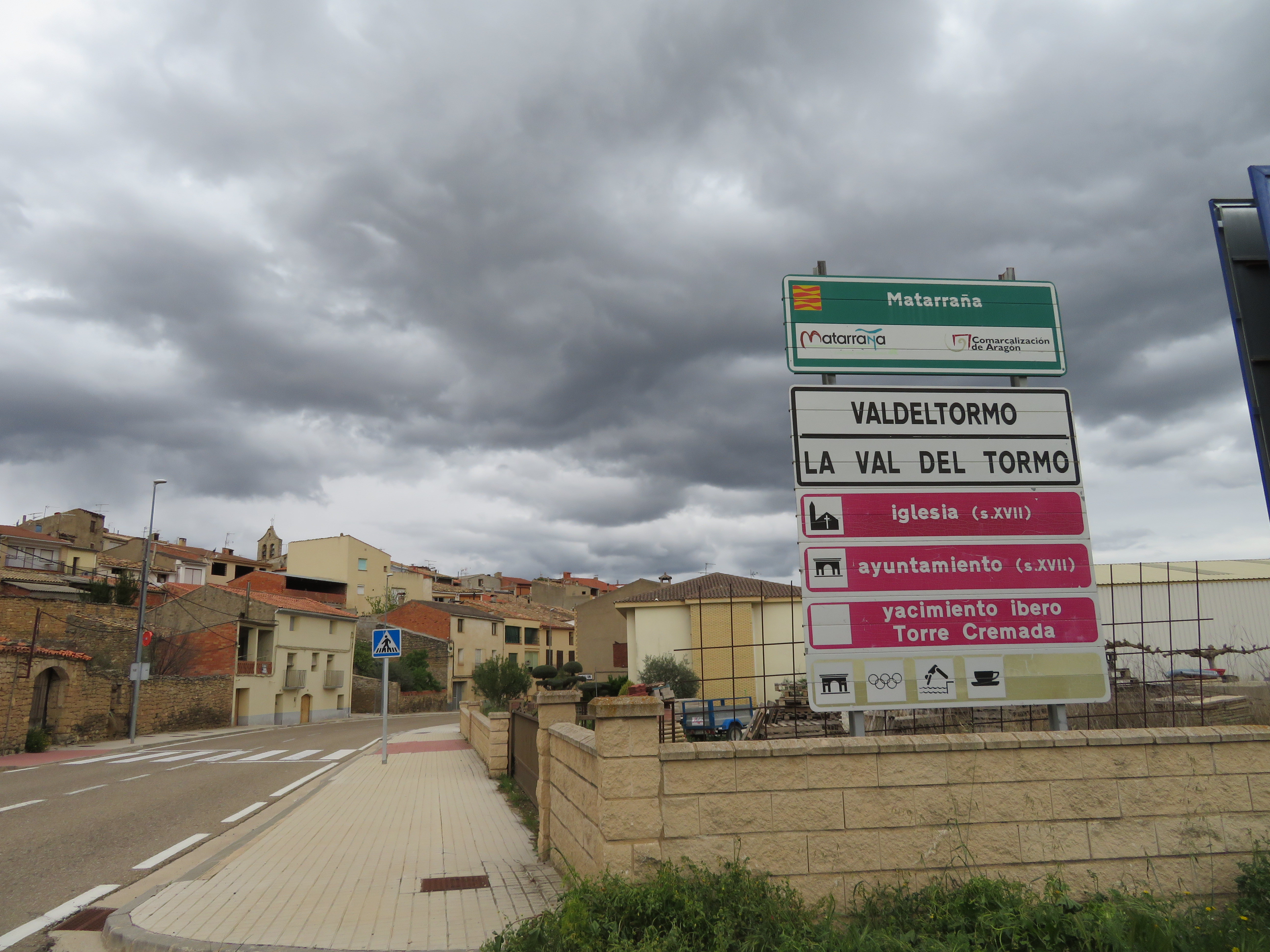
Entrada a la localidad

Acabada la guerra civil en 1940 llegó a la población como capellán Pedro León Andía Labarta, joven sacerdote que enseñó música a diversas generaciones de vallejos, que formaron bandas y orquestas y animaron las fiestas de todos los pueblos de la comarca. León Andía (Fuendejalón 1913 - Alcañiz 2011) vivió en Valdeltormo 56 años y en ese tiempo recibió varios homenajes por su importante labor musical, especialmente con los más jóvenes.
Entre los términos de Valdeltormo, la Fresneda y Valjunquera, en la Sierra Molina, hubo hacia 1947 pequeñas partidas de maquis aprovechando una extensa zona montañosa y un frondoso pinar. Fue el centro de diversas acciones guerrilleras que tenían como principal objetivo interceptar las vías de transporte de la zona. En Valdeltormo, en diciembre de 1947 —otro historiador lo fecha el 28 de enero de 1948— un grupo de maquis disfrazados de ferroviarios lograron introducirse en la vía de la línea Zaragoza-Tortosa, redujeron a los guardias civiles encargados de la vigilancia del convoy e interceptaron las comunicaciones. Después hicieron bajar a los pasajeros y quemaron el tren muy cerca de la estación de Valdeltormo, de tal manera que desde la población se podía observar las llamas y la humareda que producía el sabotaje ferroviario.
La emigración del campo a la ciudad, de la agricultura a la industria, ha hecho descender significativamente la población, siendo la vecina Cataluña su principal destino. De 754 habitantes de 1940 se ha pasado a tan solo 281 en 2020.
En el verano de 2009 hubo un grave incendio forestal en Valdeltormo que se inició en la zona conocida como Serra Molina, se quemaron 251 hectáreas de monte. Ante la cercanía del fuego al núcleo urbano, la población tuvo que ser desalojada.
Actualmente, después de ser aprobada la ley de Comarcalización de Aragón, la población es uno de los dieciocho municipios que pertenecen a la comarca del Matarraña que tiene como capital administrativa Valderrobres y Calaceite como capital cultural.

#### Historia
Los primeros proyectos de un ferrocarril entre el puerto de San Carlos de la Rápita con La Puebla de Híjar, en Teruel, son de 1863. La idea de este ferrocarril partió, al parecer, de unas circunstancias singulares. Se dice que los militares barajaban la posibilidad de una invasión procedente del otro lado de los Pirineos. En tal caso, la siguiente barrera natural la formaba el valle del río Ebro. Un ferrocarril construido en la orilla derecha de dicho río serviría para abastecer a este eventual frente bélico.
El inicio de las obras se prolongó durante años hasta que, en 1891, la Compañía del Ferrocarril del Val de Zafán comenzó las obras de explanación. El primer tramo, de 32 km, entre La Puebla de Híjar y Alcañiz, se inauguró en 1895.
La prolongación de la línea hasta Tortosa no se logró hasta 1942, siendo adjudicada desde el principio su explotación a Renfe. Tuvo que ser la Guerra Civil la triste circunstancia que propiciara la realización de este tramo, contienda en la que la línea jugó un importante papel logístico durante la Batalla del Ebro. Por otro lado, gran parte de los obreros que ejecutaron la última fase de las obras de este ferrocarril fueron los propios prisioneros republicanos.
Este ferrocarril, conocido en la zona como el "Sarmentero" (ya que atravesaba una tierra de sembrada de viñedos), tuvo una lánguida existencia durante su corta vida: apenas 31 años. En todo este tiempo no llegó a concluirse el último tramo, entre Tortosa y San Carlos de la Rápita, a pesar de estar construida toda la explanación. El hundimiento de un túnel en 1971 entre las estaciones del Pinell de Brai y Prat de Comte sirvió como excusa para el cierre definitivo de este ferrocarril por parte de la administración, que se hizo efectivo en septiembre de 1973, a pesar de los sucesivos intentos para su mantenimiento.

#### Estado actual
El trazado del ferrocarril es aprovechado actualmente como Vía verde entre Aragón y Cataluña. Se divide en distintos tramos: al que discurre por el Bajo Aragón se le une el tramo de la comarca del Matarraña enlazando con los 49 km de la Vía verde de la Tierra Alta y de la vía verde de la comarca del Bajo Ebro. 
El recorrido (110 km):
Alcañiz - Valdealgorfa (túnel de 2.136 m) - Valjunquera - Valdeltormo - Torre del Compte - Est. de Valderrobres - Est. de Cretas - Estación de Arnes-Lledó - Horta de Sant Joan - Bot - Prat de Comte - La Fontcalda - Estación del Pinell de Brai - Benifallet - Estación de Cherta - Aldover - Roquetes y Tortosa.

## Demografía
Valdeltormo cuenta con una población de 305 habitantes (INE 2024).
| Gráfica de evolución demográfica de Valdeltormo entre 1842 y 2021 |
| |
| Población de derecho según los censos de población del INE Población de hecho según los censos de población del INEEn este censo se denominaba Val del Tormo: 1842 En este censo se denominaba Valdetormo: 1970 |

## Administración y política
| Período   | Alcalde                   | Partido   |  |
| --------- | ------------------------- | --------- |  |
| 1979-1983 | Felipe Montañés Timoneda  | Ind.      |  |
| 1983-1987 | Felipe Montañés Timoneda  | AP-PDP-UL |  |
| 1987-1991 | Felipe Montañés Timoneda  | AP        |  |
| 1991-1995 | Ángel Gómez Guardiola     | PP        |  |
| 1995-1999 | Ángel Gómez Guardiola     | PP        |  |
| 1999-2003 | Ángel Gómez Guardiola     | PP        |  |
| 2003-2007 | Ángel Gómez Guardiola     | PP        |  |
| 2007-2011 | José Miguel Timoneda Puyo | PAR       |  |
| 2011-2015 | José Miguel Timoneda Puyo | PAR       |  |
| 2015-2019 | José Miguel Timoneda Puyo | PAR       |  |
| 2019-2021 | Raúl Bordás Sancho        | PAR       |  |
| 2021-2023 | Marta Navarro Fuster      | PSOE      |  |

| Partido político    | Partido político                                   | 2003   | 2007   | 2011   | 2015   | 2019   |
| Partido político    | Partido político                                   | Ediles | Ediles | Ediles | Ediles | Ediles |
|                     | Partido Aragonés (PAR)                             | 2      | 5      | 4      | 4      | 2      |
|                     | Partido Popular de Aragón (PP)                     | 4      | —      | 3      | 3      | 3      |
|                     | Partido de los Socialistas de Aragón (PSOE-Aragón) | 1      | 2      | —      | —      | 2      |
| Total de concejales | Total de concejales                                | 7      | 7      | 7      | 7      | 7      |

## Lugares de interés

### Iglesia de la Asunción

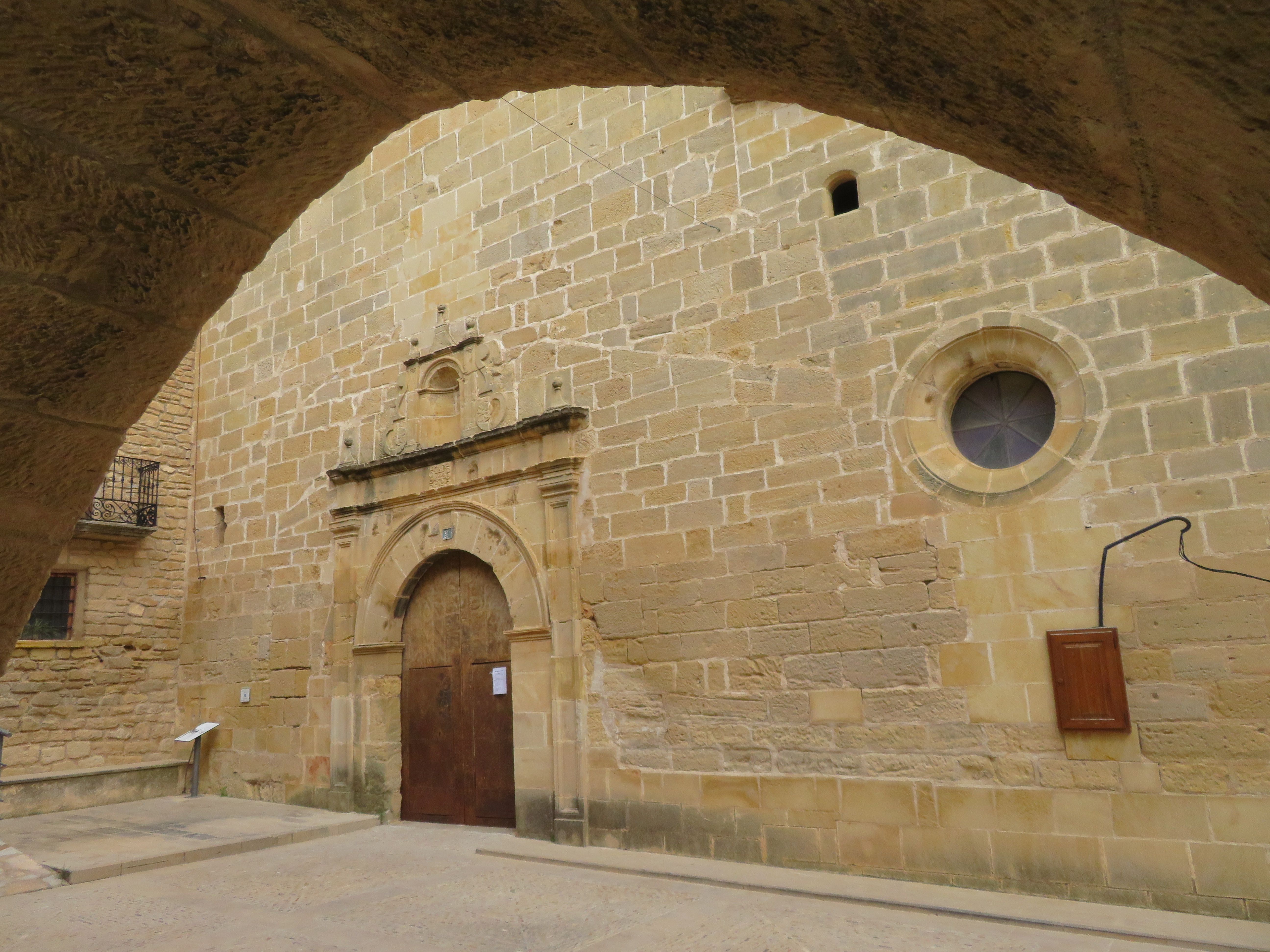
Iglesia parroquial de Nuestra Señora de la Asunción, vista desde la lonja del ayuntamiento

La iglesia parroquial, en frente del ayuntamiento, está dedicado a Nuestra Señora de la Asunción y en la portada tiene grabado el año de su construcción (1698), pero seguramente habría otra anterior porque el 1407, según la documentación consultada, el vecindario ya contaba con una iglesia.

La planta del edificio es rectangular y consta de dos naves de cinco tramos, con una cúpula barroca en la cabecera. En el otro lado de la nave central la sacristía, tres capillas y las escaleras que suben al coro y al campanario de espadaña.
En el muro de poniente se abre una sencilla portada, compuesta por un arco de medio punto flanqueado por pilastras y rematado por un entablamento sobre el que se dispone una vacía hornacina.
El interior de la iglesia fue desmantelado en la guerra civil y se destruyeron sus retablos e imágenes. El retablo mayor actual se realizó en el taller zaragozano de los Navarro. Fue inaugurado en 1954 y sufragado por todos los vecinos del pueblo.
A partir de la segunda mitad del siglo XVI las casas consistoriales de la comarca se constituyeron en escenario de numerosas actividades de la vida colectiva, no solo eran sede de las reuniones del concejo, sino también lugar de relaciones entre vecinos, de mercado cubierto, de esparcimiento, de cárcel, etc.
Precisamente a este edificio hace referencia un interesante documento que comenta lo siguiente: "La Cofradía de Nuestra Señora se veía en 1575 como antiguo núcleo de la organización local, donde a la par hallaban cumplimiento los fines religiosos y político-administrativos, teniendo el pueblo en la Cofradía sus autoridades y su gobierno municipal. Estos se reunían en asamblea general de habitantes en la lonja, al estilo de Aragón, y allí se tomaban los acuerdos más importantes al pro-común".

### Ayuntamiento antiguo

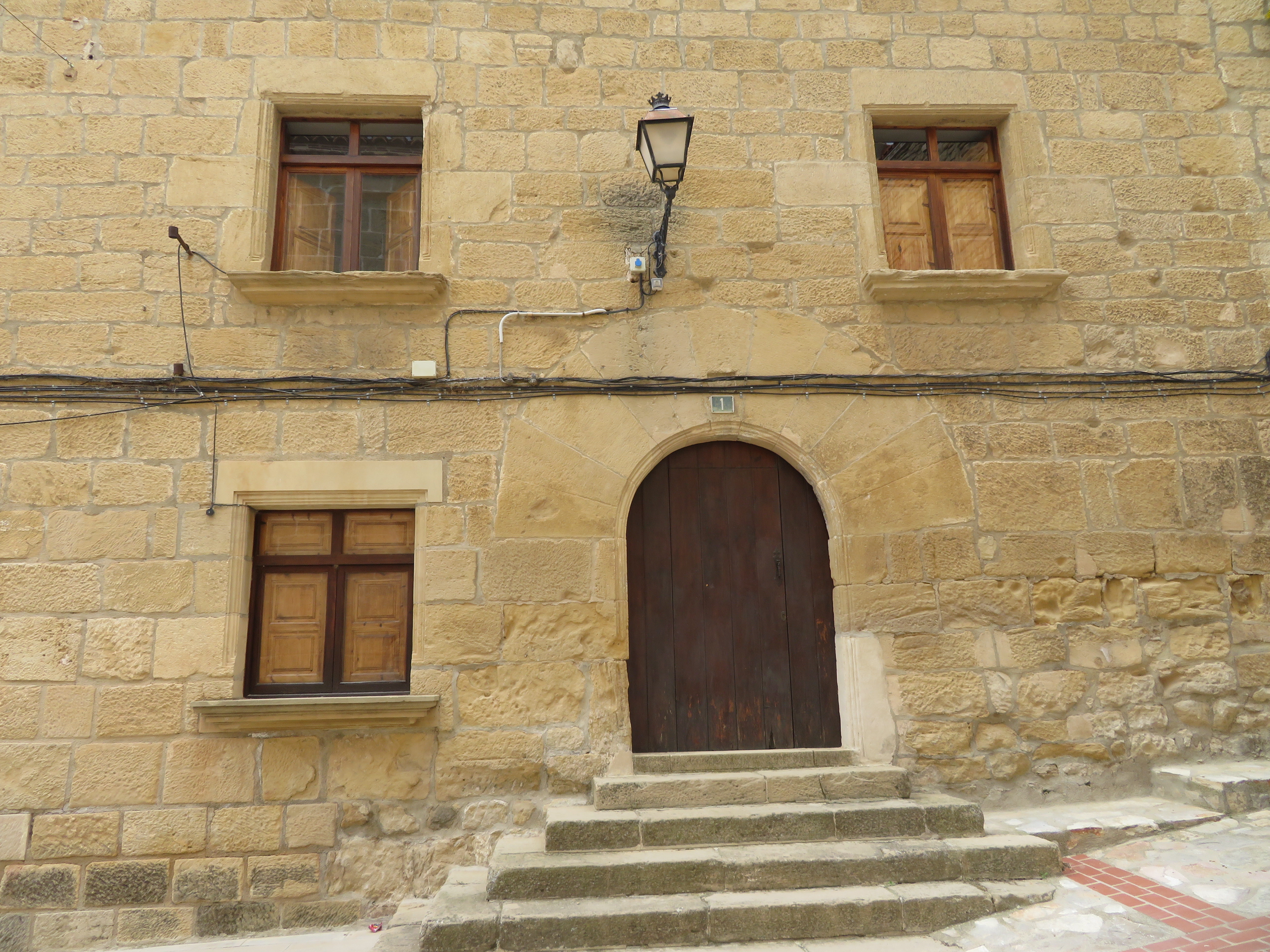
Casa consistorial

Ha cumplido las funciones el ayuntamiento hasta 2007, fecha de inauguración del nuevo. Era la sede de la Cofradía de Nuestra Señora de la Asunción y consta de tres plantas. La primera se utilizaba como secretaría y sala de plenos, donde se han encontrado, en la última remodelación, unas pinturas murales de cierta calidad y un granero depósito o trujal de aceite, y en la planta baja del edificio tenemos la lonja donde se reunía la cofradía en una comida anual y de donde se ha suprimido el calabozo, cerca de las escaleras de acceso. El edificio es renacentista y tiene ventanas pequeñas en la parte más elevada del edificio, más grandes en la planta central y unas escaleras en la puerta adovelada de arco de medio punto para dar acceso a la construcción y tres arcos en la lonja: dos de medio punto y otro ojival.

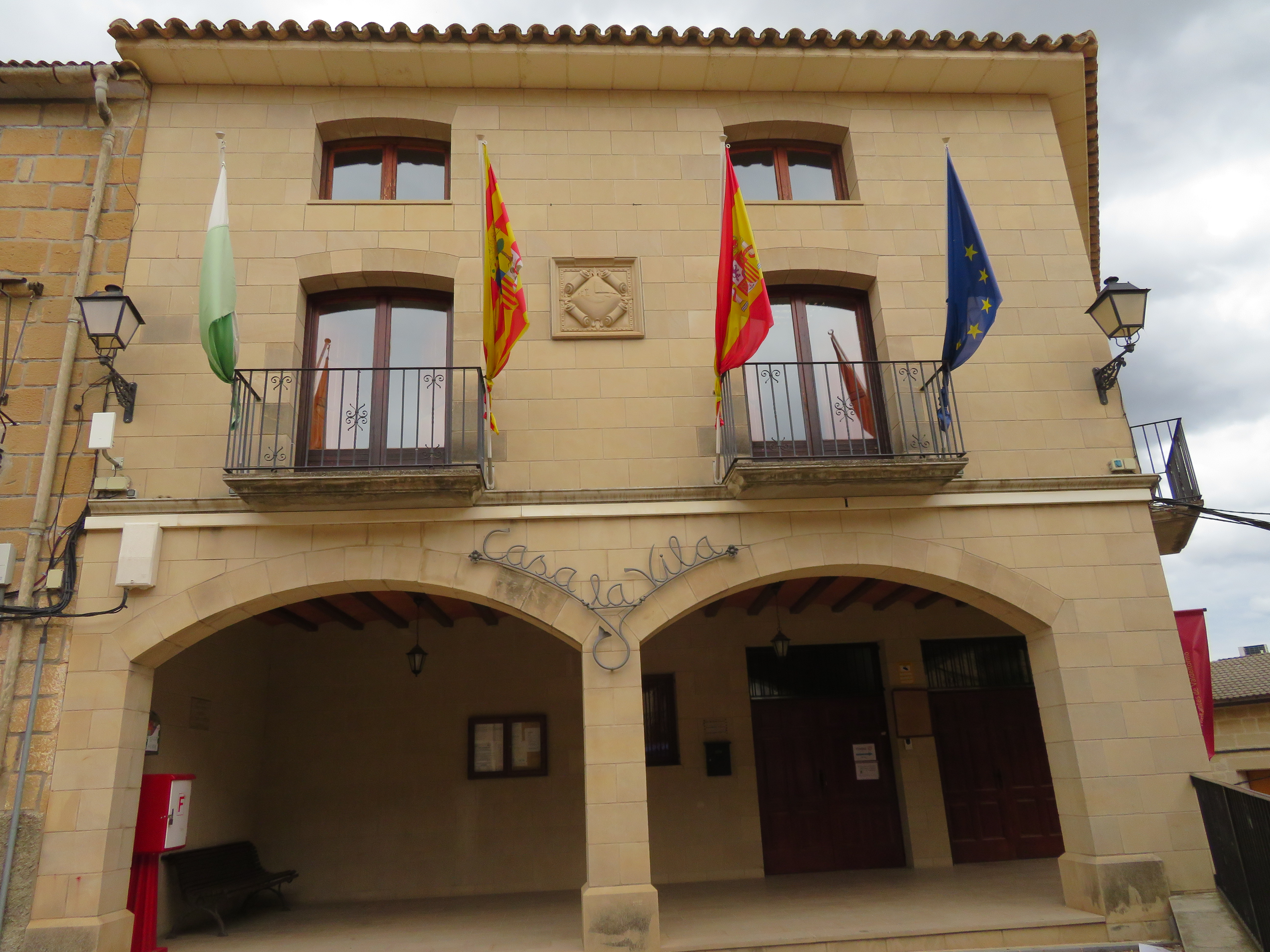
Ayuntamiento actual

### Ayuntamiento nuevo (Casa del Negre o del Queretà)
El edificio conocido como "La casa del Negre o del Queretà" es uno de los lugares emblemáticos de la historia del pueblo. Su propietario lo donó al Ayuntamiento en 1998. En agosto de 2006 se abrían las puertas del nuevo edificio municipal en la plaza principal de Valdeltormo. Aquí se ubican las dependencias del Ayuntamiento. En los sótanos, existe un museo sobre cultura íbera.
Tiene una historia muy significativa. En la planta baja de la construcción funcionó el molino del Negro, pero a mediados de siglo ya estaba en desuso. Años más tarde el nuevo inquilino de la casa: el tío José 'lo Queretà' (llamado así porque procedía de Cretas) puso una vaquería y, a veces, por las fiestas de agosto, alguno de estos animales se soltaba por la plaza Mayor provocando el miedo y la risa a grandes y pequeños. En la planta que da a la plaza hubo una tienda de ropa en los años sesenta y, más tarde, hubo una taberna y un bar donde se instaló una de las primeras televisiones de la villa que en un principio funcionaba poniendo monedas en el contador que ponía en marcha el receptor.
En ese momento la plaza Mayor, que a mediados del siglo pasado se llamaba plaza de la Cruz porque en medio debía de haber una, era el centro de la villa; allí también había estado: la escuela, el café, la sede de la Hermandad (el Sindicato), el cuartel de la guardia civil (era el tiempo de los maquis), todo en un mismo edificio, y también, una taberna, una tienda y una carnicería. Era el lugar donde, por las fiestas de agosto, se hacían todos los actos populares: bailes, cucañas, pregones, concursos, fuegos artificiales, toros de fuego, corridas...

### La Roca del Tormo
La toponimia de numerosos pueblos de la comarca está vinculada a las diferentes culturas y civilizaciones que se han asentado en el territorio. Sin embargo, la población de Valdeltormo recibe su nombre de esta curiosa roca de arenisca enclavada junto al río Matarraña, al final del valle que lleva el mismo nombre que el pueblo.

### Torre Cremada
El yacimiento de la Torre Cremada está situado en el término municipal de Valdeltormo, sobre una plataforma rocosa. Se trata de un asentamiento ibero-romano con un claro valor estratégico ya que domina un extenso sector del curso medio del río Matarraña. La ocupación del lugar se ha situado entre comienzos del siglo I a. C. y las primeras décadas del siglo I d. C. coincidiendo con el abandono de casi todos los yacimientos de la zona en época republicana.
Este tipo de torreón se asemeja a otros conocidos en la zona, como los de San Antonio de Calaceite y Coll del Moro de Gandesa.
Es conocido desde hace mucho tiempo (fue descubierto en 1916) y ha sido prospectado en numerosas ocasiones. Aquí se han encontrado estelas de tipo céltico, fragmentos de cerámica ibérica a torno y un fragmento de "terra sigillata sudgálica".
En la cornisa rocosa que forma el borde de la plataforma se conservan los restos de un torreón de planta elíptica del cual partían una serie de muros correspondientes a habitaciones formando parte de un pequeño recinto fortificado. El torreón protegía un poblado de grandes dimensiones asentado en el tercio superior de la ladera orientada al río.
El diámetro de la base del torreón es de unos 9 metros y sus muros tienen un espesor de 2 metros. Su altura pudo alcanzar los 12 metros, aunque en la actualidad se mantienen en pie entre unos 2-2,5 y 5,70 metros de altura. El torreón se construyó a base de bloques rectangulares de arenisca de mediano tamaño trabados con argamasa de barro.
Este yacimiento ha sido excavado recientemente bajo la dirección de Pierre Moret y José Antonio Benavente. Forma parte de la Ruta Iberos en el Bajo Aragón.

### Vía Verde de la Val de Zafán
Se trataba de un ferrocarril entre La Puebla de Híjar y Alcañiz, ambos en la provincia de Teruel (España), y Tortosa en el sur de Cataluña. Formaba parte de un proyecto más ambicioso que hubiera llegado hasta el puerto de San Carlos de la Rápita.
Aún se puede visitar la antigua estación de tren a unos dos kilómetros del núcleo de población.

### Otros sitios singulares

#### La capilla de san Roque
Construida en el siglo XVIII, es escenario de una de las tradiciones locales recientemente recuperadas, la de cantar a San Roque. Durante nueve días después de las fiestas patronales de Nuestra Señora la Virgen de la Asunción y San Roque, a mediados de agosto, se canta bajo la hornacina que el santo tiene en una calle del pueblo. Se reúnen las mujeres con sillas para sentarse y cantan durante una hora diversas oraciones: la de San Roque, la del Pilar, etc., como acción de gracias al santo por haber desterrado la peste que asoló el lugar a principios de siglo.

#### El pozo árabe
Situado en la Vall del Riu, antiguamente abastecía de agua la población antes de que el agua corriente llegara a las casas.
Antiguamente el pozo era el lugar de encuentro de la juventud de los pueblos cuando caía la tarde. Era el pretexto para iniciar una charla, para hacer amistad e, incluso, la oportunidad de comenzar un noviazgo. He aquí una graciosa cantinela recogida en el Valdeltormo referida a estos encuentros de jóvenes:
| Quan vaig a abeurar les mules al Pou de la Vall acudixen les mosses lluint los devantals. | Cuando voy a abrevar las mulas el Pozo de la Vall acuden las mozas luciendo los delantales. |

#### El "Castillo"
Es la denominación del barrio más alto de la villa donde antiguamente se ubicaba la parte fortificada.

#### Monumento de la Piedad
Fechado en 1690. Se trata de una pilastra de piedra con la imagen de la Piedad.

#### Las Antiguas Balsas
Antiguamente había tres balsas que abastecían a Valdeltormo:
- La Rebasa: recibía el agua de los montes del calvario, empalmaba por medio de un canal con la balsa de San Roque. Era de tamaño pequeño, y servía para que el barro se posara antes de llegar a la balsa grande, la de San Roque. Ha estado seca durante años. Ahora se ha restaurado y por donde antiguamente corría el agua hoy se puede disfrutar de un paseo con bancos, árboles e iluminación.
- Balsa de San Roque: era la más importante del Valdeltormo, recibía el agua de la "Rebasa", estaba realizada con enormes piedras de cantería, tenía un muro que la rodeaba para evitar que se cayeran personas o animales dentro, y se accedía por medio de una escalinata de piedra que llegaba hasta las profundidades de la balsa. Esta era la balsa con el agua de mejor calidad. Con la llegada del agua corriente dejó de usarse, fue ocultada con tierra por miedo a epidemias como las que asolaron el pueblo en el siglo XIX. Durante años ha sido un pequeño parque con bancos y árboles, pero hoy, gracias a un interesante proceso de recuperación, luce en todo su esplendor como antiguamente, incluso ha quedado al descubierto la original escalinata de piedra que bajaba hasta el fondo de la balsa.
- La Basobera: estaba situada en el otro extremo del pueblo, y recibía el agua de un canal que venía de la parte del "Castillo", por ello el agua se consideraba de peor calidad que la de San Roque. Actualmente es un bonito parque llamado "Parque Marta", denominado así porque fue construida por un vecino del pueblo dedicándosela a su fallecida esposa.

#### Capilla de Santa Bárbara
En 2007 se construyó una capilla en honor a Santa Bárbara, de gran devoción en Valdeltormo. Especial mérito tienen las cuatro mujeres que hace ya algunos años pusieron en marcha este proyecto y que, junto a otras personas del pueblo que les ayudaron, limpiaron y acondicionaron la zona donde desde entonces se rinde culto a la santa.

#### La Creveta
Significa 'cruz pequeña', está situada en los montes de enfrente a Valdeltormo. Antiguamente era de piedra, pero durante la guerra fue destruida (dato a confirmar), años después se reconstruyó, en esta ocasión de hierro.

## Fiestas y acontecimientos culturales
- 17 de enero: se celebra la festividad de san Antonio Abad, es tradición pasar los animales delante del santo en la plaza mayor, repartir pa amb oli en misa y, por la noche, hoguera en la plaza con chorizada i calmante, después, baile.
- 5 de febrero: Santa Águeda. Fiesta organizada por las mujeres con misa baturra, baile, música y pasacalles.
- El Lunes de Pascua: la gente organizada en cuadrillas, se van a la huerta a pasar el día y los más pequeños se comen la rosca de Pascua.
- 15 de mayo: San Isidro Labrador, la cooperativa celebra su festividad con una comida para todos sus socios.
- 10 de julio: San Cristóbal, una sardinetada en la plaza mayor, la bendición de los vehículos y el almuerzo para los conductores son los actos centrales.
- 15 y 16 de agosto: fiestas mayores en honor de la Asunción y San Roque, coordinados por una Comisión de Fiestas de vecinos de la localidad.
- Para San Juan Degollado, a finales de agosto, patrono del despoblado del Mas del Labrador, los vecinos de Valdeltormo y de Valjunquera hacen una gran fiesta de hermandad organizada por los dos pueblos vecinos.
- 11 y 12 de octubre: el día del Pilar y la víspera, se encienden hogueras en la calle por la noche y se hacen explotar los tiradors –cañas de enea peladas y calentadas convenientemente en el fuego– y los vecinos por cuadrillas comen carne el primer día y chocolate el segundo como recena a media noche. Algunos grupos, recorren las hogueras cantando jotas y otros cantos populares.